# علامات أوروبية للجودة الكيميائية
تُعد العلامات الأوروبية للجودة الكيميائية أو علامات الجودة الأوروبية في الكيمياء (علامات الجودة الأوروبية في الكيمياء) هي نهج تسويقي للدرجات الكيميائية في المؤسسات التي تقع داخل 45 دولة مشاركة في برنامج بولون. تُمنح هذه العلامات للمؤسسات المؤهلة لألقاب البكالوريوس الأوروبي ودرجة الماجستير الأوروبية، فضلاً عن درجة الدكتوراه الأوروبية المقترحة.
ويعتبر هذا هو الإطار المدعوم من الجمعية الأوروبية للعلوم الكيميائية والجزيئية، ومن ثم تمنح الشبكة الأوروبية للكيمياء المتخصصة هذه العلامات. يدعم هذا المشروع المفوضية الأوروبية (EC) من خلال برنامج سقراط الخاص بها. علمًا بأن الغرض من هذا الإطار هو "تعزيز الاعتراف بدرجة الدورة الأولى ودرجة الدورة الثانية داخل الـ 45 دولة المشاركة في برنامج بولون

## معلومات تاريخية
عزز الاتحاد الأوروبي من قدْر برنامج بولون إلى جانب إنشاء منطقة تعليم عالٍ أوروبية الوحيدة، واللذان يتطلبان انتقال الخريجين في جميع أنحاء أوروبا.
وقد عملت الشبكة الأوروبية للكيمياء المتخصصة (European Chemistry Thematic Network) في مشروع الاتحاد الأوروبي «ضبط الهياكل التعليمية في أوروبا» وقامت بتطوير البكالوريوس الأوروبي، والذي يعد إطار تأهيل الدورة الأولى (الدرجة الأولى) في الكيمياء. حيث اعتمدت الجمعية الأوروبية للعلوم الكيميائية والجزيئية البكالوريوس الأوروبي في أكتوبر 2003.
وفي يونيو 2004 اعتمدت ندوة برنامج بولون البكالوريوس الأوروبي "دراسات الكيمياء في منطقة التعليم العالي الأوروبي.

## لجان الألقاب
أعضاء لجنة الألقاب هم على النحو التالي:

### 2008 - 2010
- بافيل دراسار Pavel Drasar (رئيسًا)، معهد التكنولوجيا الكيميائية، براغ، جمهورية التشيك
- راينر سالزر Reiner Salzer (نائب الرئيس)، الجامعة التقنية، دريسدن، ألمانيا
- ريتشارد هويويل (أمين السر عام 2008)، جامعة ستراثكلايد، غلاسكو، اسكتلندا، المملكة المتحدة
- إيفانجيليا فاريلا (أمين السر من عام 2008-2010)، جامعة سالونيك، سالونيك، اليونان
- عدد من الأعضاء

### 2006 - 2008
- رفائيل باجاني (رئيسًا)
- بافيل دراسار (نائب الرئيس)
- تيري ميتشيل (أمين السر)
- عدد من الأعضاء

### 2004 - 2006
- تيري ميتشل (رئيسًا)
- رفائيل باجاني (نائب الرئيس)
- ديفيد بار (أمين السر)، الجمعية الملكية للكيمياء، المملكة المتحدة
- عدد من الأعضاء

## البكالوريوس الأوروبي
يُعد البكالوريوس الأوروبي بمثابة علامة تجارية مسجلة ومبادرة تبنتها الجمعية العامة في الجمعية الأوروبية للعلوم الكيميائية والجزيئية في عام 2003. وهي ترتبط بالعلامات الأوروبية للجودة الكيميائية. واعتبارًا من 1 أكتوبر 2008، تم منح 45 علامة جودة لدرجة البكالوريوس الأوروبي. وتُخصص هذه العلامة لـمؤهلات الدورة الأولى (درجات البكالوريوس).
ولذا تعتمد درجة البكالوريوس على نظام تحويل الساعات الأوروبي 180 (اعتماد أوروبي)، والذي يُشبه الدرجات البريطانية ذات السنوات الثلاث، لكنه لا يشتمل على المفاهيم البريطانية لـ مراتب الشرف والدرجة العادية

## درجة الماجستير الأوروبية
يُعد الماجستير الأوروبي بمثابة علامة تجارية مسجلة ومبادرة تبنتها الجمعية العامة في الجمعية الأوروبية للعلوم الكيميائية والجزيئية في عام 2005. وهي ترتبط بالعلامات الأوروبية للجودة الكيميائية. واعتبارًا من 1 أكتوبر 2008، تم منح 19 علامة جودة لدرجة البكالوريوس الأوروبي. وتُخصص هذه العلامة لـدرجات الماجستير.
يتخصص الماجستير الأوروبي، الذي يُقدم بعد البكالوريوس الأوروبي، في مؤهلات الدورة الثانية (درجات الدراسات العليا) 

## درجة الدكتوراه الأوروبية
تُعد الدكتوراه الأوروبية بمثابة مبادرة مقترحة. وهي ترتبط بالعلامات الأوروبية للجودة الكيميائية. تُخصص هذه العلامة لـمؤهلات الدورة الثالثة (أي درجات الدكتوراه).
ناقشت مجموعة ضبط الموضوعات الكيميائية (مجموعة ضبط الموضوعات الكيميائية) مع فريق عمل من جمعية الشبكة الأوروبية للكيمياء المتخصصة (الشبكة الأوروبية للكيمياء المتخصصة) في الاجتماع الذي عُقد في فبراير 2006 في هلسنكي، فنلندا، ناقشت وضع البيانات الصادرة عن بيان برغن لعام 2005 في الاعتبار. يستخدم الإطار الشامل لمنطقة التعليم العالي الأوروبي، الذي وافق عليه وزراء التربية والتعليم في الدول الأعضاء في الاتحاد الأوروبي في برغن مصطلحات دبلن الوصفية وقررت مجموعة ضبط مجالات الموضوعات استخدام مصطلحات دبلن الوصفية لتكوين مجموعة جديدة من المصطلحات الوصفية، أُطلق عليها مصطلحات بودابست الوصفية لمؤهلات الدورة الثالثة.
نُشرت النسخة الأولى من إطار الدكتوراه الأوروبية الكيميائية في نوفمبر 2006.

## العلامات الممنوحة
اعتبارًا من 1 أكتوبر 2008، مُنحت 45 علامة لدرجة البكالوريوس الأوروبي و19 علامة لدرجة الماجستير الأوروبي وذلك إلى 37 مؤسسة واثنين من الاتحادات من 16 بلدًا.
وتشتمل قائمة البلدان التي مُنحت هذه العلامات على ما يلي:
- النمسا
- بلجيكا
- جمهورية التشيك
- فنلندا
- فرنسا
- ألمانيا
- اليونان
- المجر
- أيرلندا
- إيطاليا
- بولندا
- البرتغال
- هولندا
- المملكة المتحدة

## وصلات خارجية
- Official website official domain redirect: Eurobachelor.eu